# يوليوس فايتسكر
يوليوس فايتسكر (بالألمانية: Julius Weizsäcker)‏ (و. 1828 – 1889 م) هو مؤرخ، وأستاذ جامعي ألماني، ولد في أورينغين، كان عضوًا في الأكاديمية البروسية للعلوم، والأكاديمية البافارية للعلوم والعلوم الإنسانية، توفي في باد كيسينغن، عن عمر يناهز 61 عاماً.

## التعليم
تعلم في جامعة توبنغن
.